# العقبة (جبل خضراء)

تعديل مصدري - تعديل

العقبة محلة تابعة لقرية ذي جبرة، التابعة لعزلة جبل خضراء بمديرية حبيش إحدى مديريات محافظة إب في الجمهورية اليمنية، بلغ تعداد سكانها 34 حسب تعداد اليمن لعام 2004.